# Cephalostachyum virgatum
Cephalostachyum virgatum là một loài thực vật có hoa trong họ Hòa thảo. Loài này được (Munro) Kurz mô tả khoa học đầu tiên năm 1877.